# Alice Roth
Alice Roth(6 de febrero de 1905 – julio de 1977) fue una matemática suiza que hizo contribuciones significativas en la teoría de la aproximación. Nació, vivió y murió en Berna, Suiza.

## Vida
Alice asistió a la Höhere Töchterschule der Stadt Zúrich, una escuela municipal de educación superior para niñas. Después de graduarse en 1924 estudió matemáticas, física y astronomía en ETH Zúrich bajo George Pólya. Se graduó con un diploma en 1930. Su tesis de maestría se tituló Extension of Weierstrass's Approximation Theorem to the complex plane and to an infinite interval. Después de eso, fue profesora en varias escuelas secundarias para niñas en el área de Zuric, mientras continuaba trabajando con Pólya en ETH. En 1938 se convirtió en la segunda mujer en graduarse con un doctorado de ETH. Su tesis doctoral se titulaba Properties of approximations and radial limits of meromorphic and entire functions y fue tan bien considerada, que recibió un premio monetario y la medalla de plata de la ETH.
Desde 1940 fue profesora de matemáticas y física en Humboldtianum en Berna, una escuela privada. Fue únicamente después de su jubilación en 1971 que volvió a la investigación matemática, de nuevo en las áreas de aproximación compleja. Publicó tres artículos por su cuenta, así como un artículo compartido con Paul Gauthier de la Universidad de Montreal y la Universidad de Harvard con el profesor Joseph L. Walsh. En 1975, a los 70 años, fue invitada a dar una conferencia pública en la Universidad de Montreal. En 1976 le diagnosticaron cáncer y murió al año siguiente.

## Contribución a las matemáticas
Uno de los principales resultados de la tesis de Roth de 1938 fue un ejemplo de un conjunto compacto en el que no todas las funciones continuas pueden aproximarse uniformemente mediante funciones racionales. 
Este conjunto, ahora conocido como «queso suizo», fue olvidado y redescubierto independientemente en 1952 en Rusia por Mergelyan, y el crédito apropiado fue restaurado en 1969.
El siguiente extracto de su antiguo alumno, Peter Wilker, apareció en un obituario que escribió después de su muerte:

En Suiza, como en otras partes, las mujeres matemáticas son escasas y están muy alejadas..... La tesis de Alice Roth recibió una medalla de la ETH, y apareció poco después de su finalización en una revista matemática suiza....Un año después estalló la guerra, el mundo tenía otras preocupaciones además de las matemáticas, y el trabajo de Alice Roth fue simplemente olvidado. Tan completamente olvidado que alrededor de 1950 un matemático ruso redescubrió resultados similares sin tener la menor idea de que una joven matemática suiza había publicado las mismas ideas, una década antes que él. Sin embargo, su prioridad fue reconocida.

Roth desarrolló otros resultados importantes durante su breve regreso a la investigación al final de su vida: "El trabajo pasado y futuro de Roth debía tener una fuerte y duradera influencia en los matemáticos que trabajaban en esta área [teoría de aproximación racional]. Su «queso suizo» ha sido modificado (para toda una variedad de quesos)....Roth's Fusion Lemma —que apareció en su artículo de 1976— ...influyó en una nueva generación de matemáticos en todo el mundo.